# Otok Dolin
Otok Dolin är en ö i Kroatien.   Den ligger i länet Gorski kotar, i den centrala delen av landet, 150 km sydväst om huvudstaden Zagreb. Arean är 4,5 kvadratkilometer.
Terrängen på Otok Dolin är platt. Öns högsta punkt är 102 meter över havet. Den sträcker sig 6,3 kilometer i nord-sydlig riktning, och 6,0 kilometer i öst-västlig riktning.